# Neaufles-Saint-Martin
Neaufles-Saint-Martin település Franciaországban, Eure megyében. Lakosainak száma 1306 fő (2022. január 1.). Neaufles-Saint-Martin Bernouville, Bézu-Saint-Éloi, Dangu, Gisors és Courcelles-lès-Gisors községekkel határos.

## Népesség
A település népességének változása:
| Lakosok száma | 604  | 803  | 931  | 1144 | 1187 | 1228 | 1294 | 1318 | 1341 | 1306 |
|               | 1968 | 1982 | 1990 | 2006 | 2013 | 2015 | 2017 | 2019 | 2020 | 2022 |